# Werner Kunze (Kryptoanalytiker)
Werner Kunze (* 16. August 1890 in Eisleben; † 22. April 1970) war ein deutscher Mathematiker und Kryptoanalytiker beim Auswärtigen Amt.

## Leben

### Jugend und Studium
Werner Kunze wurde als Sohn des Lehrers Rudolf Kunze und seiner Frau Marie geb. Vogel in Eisleben im Mansfelder Land geboren. Ab 1900 besuchte er im heimischen Eisleben die Realschule und nach deren Abschluss die Oberstufe der Oberrealschule der Franckeschen Stiftungen in Halle. Nach dem Abitur zu Ostern 1909 begann er im Sommersemester desselben Jahres an der Universität Heidelberg Mathematik und Naturwissenschaften zu studieren. Hier schloss sich der musikalisch begabte Kunze der Sängerschaft Thuringia an. Nach zwei Semestern wechselte er zurück in seine Heimat an die Universität Halle. Dort wurde er im Sommersemester 1910 noch bei der Sängerschaft Fridericiana aktiv. 1913 schloss er sein Studium mit der Dissertation zum Thema „Über Zerfallsprodukte des Radium F“ als Dr. phil. ab.

### Werdegang  bis 1933
Über die ersten beruflichen Erfahrungen ist nichts bekannt. Am Ersten Weltkrieg nahm Kunze in der Kavallerie als Leutnant teil und wurde mit dem Eisernen Kreuz zweiter Klasse ausgezeichnet. Im Januar 1918 wurde er zum Chiffrierdienst des Heeres versetzt, wo er mit seinem späteren Vorgesetzten Curt Selchow zusammentraf. Im November 1918 gehörte Werner Kunze zum Gründungspersonal des „Referats I Z“ des neuen Chiffrierdienstes des Auswärtigen Amtes (AA), zur Tarnung scheinbar zuständig für Personal und Haushalt. Hier war er zusammen mit seinem Kollegen Rudolf Schauffler maßgeblich an der Einführung der One-Time-Pad-Verschlüsselung beteiligt, dort als „i-Wurm“ (individueller Wurm) beziehungsweise „Einmalblöcke“ bezeichnet. Diese Chiffiermethode, auch als Blockverfahren bezeichnet, wurde vom diplomatischen Dienst des AA viele Jahrzehnte lang benutzt, bis hinein in die 1950er-Jahre der frühen Bundesrepublik Deutschland.

### Tätigkeit im Dritten Reich
Nach der Machtergreifung Hitlers und im Zuge der Aufrüstung der Wehrmacht verstärkte sich der Ausbau der von Kunze geleiteten Abteilung, die nun im Referat mit der Tarnbezeichnung Personalamt Z (meist abgekürzt als Pers Z bezeichnet) in der Jägerstraße 12 in Berlin-Mitte beheimatet war. Später erfolgte der Umzug in das Gebäude der enteigneten jüdischen Privatschule Kaliski in der Straße Im Dol 2‑6 in Berlin-Dahlem. Intern nannte man sich jetzt auch Sonderdienst Dahlem. Hier war Kunze für 20 Mitarbeiter und zwei DEHOMAG D11-Tabelliermaschinen verantwortlich. Es gelangen folgende Erfolge bei der Entzifferung: Chiffriermaschinen „Red“ und „Orange“ (spätere amerikanische Decknamen) der japanischen Armee, SOLAR-Code des chilenischen Militärs, sämtliche Verschlüsselungen Griechenlands, der komplette diplomatische Code Italiens sowie Teile des britischen und US-amerikanischen diplomatischen Codes. Zu Kriegsende versuchte sich Kunze mit seinen Mitarbeitern nach Süd- und Westdeutschland abzusetzen, konnte jedoch vom Target Intelligence Committee (TICOM) aufgespürt und zusammen mit Curt Selchow und Erich Hüttenhain gefangen genommen werden.

### Gefangenschaft und weitere Karriere in der Bundesrepublik
Ab 1947 wurden die aus der Gefangenschaft entlassenen Mitglieder des Sonderdienst Dahlem für den Aufbau des Chiffrierdienstes des Auswärtigen Amtes unter Außenminister und Bundeskanzler Konrad Adenauer herangezogen. Werner Kunze war hier als Legationsrat unter seinem früheren Vorgesetzten Adolf Paschke im Direktorat 1 des Auswärtigen Amtes, Referat 114 bis zu seiner Pensionierung 1955 in Bonn tätig. Sein Stellvertreter war Horst Hauthal.

## Publikationen
- Über Zerfallsprodukte des Radium, Halle/Saale 1914 (Dissertation 1913)